# Ashburtonite
La ashburtonite è un minerale.